# Tokugawa Tsunayoshi
Tokugawa Tsunayoshi (徳川 綱吉?   23 de febrero de 1646-19 de febrero de 1709) fue el quinto shōgun Tokugawa. Fue hermano menor de Tokugawa Ietsuna e hijo de Tokugawa Iemitsu.
Es famoso por instituir una serie de leyes «draconianas» de protección hacia los animales, particularmente hacia los perros, por lo que es conocido bajo el mote de «shōgun perro».

## Biografía
En 1651 cuando su padre murió, el contaba con tan sólo cinco años de edad y su hermano mayor, Ietsuna, asumió el shogunato.
En 1680 falleció su hermano mayor a la edad de 39 años y sin heredero, por lo que se comenzó a discutir quien debía ser el sucesor. Hotta Masatoshi, uno de los principales consejeros del shogunato sugirió que Tsunayoshi asumiera dicho puesto, por lo que se convirtió en el quinto shōgun Tokugawa.
Durante su gobierno promovió fuertemente el Confucianismo de Zhu Xi, además de que fue durante esta época en que tuvo lugar el conflicto conocido como el de los 47 rōnin.